# آرتور هریس
آرتور هریس، بارونت اول (انگلیسی: Sir Arthur Harris, 1st Baronet; ۱۳ آوریل ۱۸۹۲ – ۵ آوریل ۱۹۸۴) مارشال نیروی هوایی سلطنتی بود که به آرتور «بمبی» نیز معروف است. او رئیس بخش فرماندهی بمب‌افکن‌های نیروی هوایی پادشاهی بریتانیا در جنگ جهانی دوم بود. 
هریس در گلاسترشر به دنیا آمد و سال ۱۹۱۰ میلادی هنگامی که ۱۷ سال داشت به بخش رودزیا در جنوب آفریقا مهاجرت نمود. او در آنجا به هنگ رودزیا پیوست و سال نخست جنگ جهانی اول را در کارزار جنوب غرب آفریقا گذراند. هریس سپس در سال ۱۹۱۵ به انگلستان بازگشت تا در جبهه غربی (جنگ جهانی اول) خدمت نماید. در آنجا او به سپاه هوایی بریتانیا پیوست که بعدها به نیروی هوایی پادشاهی بریتانیا بدل شد. سال‌های دهه ۱۹۲۰ و ۱۹۳۰ میلادی را در هندوستان، بین‌النهرین، ایران، پادشاهی مصر و قیمومت بریتانیا بر فلسطین گذراند.
با آغاز جنگ جهانی دوم در سال ۱۹۳۹ میلادی هریس فرماندهی گروه شماره ۵ نیروی هوایی پادشاهی بریتانیا را به عهده گرفت و فوریه ۱۹۴۲ میلادی به فرماندهی بخش بمب‌افکن‌ها رسید که تا پایان جنگ در این سمت بود. در همان سال کابینه بریتانیا بخشنامه بمباران منطقه‌ای را صادر نمود و هریس مامور شد تا رزم‌شیوه‌ها و فناوری‌های لازم برای این امر را فراهم نماید. نتیجه شیوه‌های پیش گرفته شده توسط هریس یکی از ویران‌کننده‌ترین بمباران‌های ممکن علیه زیرساخت و جمعیت آلمان نازی بود که بمباران درسدن در جنگ جهانی دوم یکی از این نمونه‌ها است.

شیوه هریس که بمباران منطقه‌ای را به بمباران دقیق ترجیح می‌داد بسیار بحث‌برانگیز بود. بسیاری از فرماندهان رده بالای متفقین جنگ جهانی دوم اعتقاد داشتند این شیوه دقت لازم را ندارد و تلفات زیادی را به جمعیت غیرنظامی وارد می‌کند. 
هریس برندهٔ جوایزی همچون نشان صلیب جنوبی، لژیون شرف، صلیب نیروی هوایی، نشان افتخار تولد لهستان، و نشان حمام شده‌است.